# Siamo noi stessi
Siamo noi stessi è un singolo del cantante italiano Entics, il secondo estratto dal quarto album in studio Purple Haze e pubblicato il 17 febbraio 2017.

## La canzone
Siamo noi stessi è un brano alternative R&B prodotto da Dj Nais, e arrangiato e mixato da Eiemgei. Il brano tratta temi introspettivi dal punto di vista della vita del cantante, e di come i condizionamenti delle persone possono portare a fare scelte fuori dalla propria personalità, con la consapevolezza da parte dell'artista di voler prendere le distanze da un sistema sempre più standardizzato della musica.
In un'intervista, Entics ha raccontato di aver tratto ispirazione per il brano dopo una chiacchierata con un suo amico sull'essere umani, e sull'essere accettati.

## Video musicale
Il videoclip del brano è stato pubblicato il 17 febbraio del 2017 sul canale VEVO dell'artista.